# GWSN
GWSN (hangul: 공원소녀) (romanizado: Gong Won So Nyeo; conhecido como GWSN ou Girls in the Park) foi grupo feminino sul-coreano formado pela Miles Entertainment, em 2018. Composto por sete membros: Miya, Seokyoung, Seoryoung, Anne, Minju, Soso e Lena. O grupo estreou em 5 de setembro de 2018 com a faixa-título Puzzle Moon de seu extended play The Park in the Night Part One.

## Significado do nome
GWSN é uma abreviação de Gongwon Sonyeo , "Gongwon": (lit. Park), que o grupo descreve como um lugar "onde qualquer pessoa, homem ou mulher, velho ou jovem, pode se divertir, curar suas feridas e sonhar". A abreviação também tem um significado separado em inglês, com G representando 'Ground' e WSN representando os marcadores direcionais 'West', 'South' e 'North', com o significado que o grupo deseja alcançar. pessoas de todas as direções. 'Gong-won' também pode ser traduzido para Gong, significando Zero em coreano e Won, que representa a palavra em inglês one; significando que quando os sete membros se reunirem, eles serão para sempre um.

## História

### 2018-2019: Debut e Primeiros anos
Em 14 de junho de 2018, a Kiwi Pop, uma subsidiária do Kiwi Media Group, divulgou uma imagem teaser para o seu primeiro grupo de garotas chamado GWSN e a abertura de suas contas de mídia social com a data de revelação definida em 18 de junho de 2018. Logo após, cada membro foi revelado juntamente com um pequeno vídeo e uma imagem começando com Minju, seguido por Lena, Anne, Soso, Seoryoung, Miya, e, finalmente, Seokyoung - que era um ex-concorrente do Produce 101. A fim de aumentar sua popularidade antes da estréia, o grupo realizou vários eventos de busking em toda a Coréia do Sul em espaços públicos, realizados em escolas de ensino médio e médio, bem como eventos de vídeo ao vivo em sua página no Facebook e upload de capas de músicas populares no YouTube delas .
Em 8 de julho, a Mnet anunciou um reality show chamado Got Ya! GWSN com todos os membros do GWSN.
Em 5 de setembro de 2018, o GWSN estreou com o seu extended play (EP) The Park in the Night Part One com o single principal, "Puzzle Moon". Elas fizeram sua estréia oficialmente no M Countdown em 6 de setembro.
Em 13 de março de 2019, o grupo lançou seu segundo EP The Park in the Night Part Two , com o single "Pinky Star (Run)".
No dia 23 de julho de 2019 o GWSN lançou seu terceiro EP The Park in the Night Part Three, juntamente com o single "Red-Sun (021)". Este foi financiado através de contribuições de fãs no Makestar, onde um total de US$27,491.03 (aprox. R$150 mil) foi levantado.

### 2020: Continuidade com o projetoThe Park in the Night Part Three,hiatusde Soso e The Keys
Em 17 de janeiro de 2020, foi anunciado que Soso entraria em hiatus devido a uma ruptura do ligamento do tornozelo e que o grupo continuará a promover como seis membros. Em 3 de abril de 2020, foi relatado que o GWSN foi movido para um novo label do Kiwi Media Group conhecido como MILES. O grupo voltou em 28 de abril com seu quarto mini-álbum The Keys e sua faixa-título "Bazooka!", sem a integrante Soso.

## Membros
- Miya (미야) nascida em 26 de maio de 1993 (31 anos) como Miyauchi Haruka (宮内 はるか/미야우치 하루카) no Japão. Dançarina Principal, Rapper Líder e Vocalista de Apoio.
- Seokyoung (서경) nascida em 16 de abril de 1999 (25 anos) como Kim Seo-kyoung (김서경) na Coréia do Sul. Dançarina Principal, Vocalista Guia, Rapper Guia e Face.
- Seoryoung (서령) nascida em 26 de janeiro de 2000 (25 anos) como Lee Seo-ryoung (이서령) na Coréia do Sul. Líder e Vocalista Principal.
- Anne (앤) nascida em 17 de outubro de 2000 (24 anos) como Lee Seo-young (이서영) na Coréia do Sul. Rapper Principal, Dançarina Líder e Vocalista Líder.
- Minju (민주) nascida em 11 de março de 2001 (24 anos) como Kang Min-ju (강민주) na Coréia do Sul. Dançarina Líder, Vocalista Líder, Rapper de Apoio e Visual.
- Soso (소소) nascida em 14 de março de 2001 (24 anos) como Wang Ching Yi (靖儀) na China. Dançarina Guia e Vocalista de Apoio.
- Lena (레나) nascida em 17 de abril de 2002 (22 anos) como Kang Le-na (강레나) na Coréia do Sul. Vocalista Principal, Dançarina Guia, Center e Maknae.

## Discografia

### Extended plays
| Title                            | Album details | Peak chart positions | Sales        |
| Title                            | Album details | KOR                  | Sales        |
| -------------------------------- | --- | -------------------- | ------------ |
| The Park in the Night Part One   | - Released: September 5, 2018 - Label: Kiwi Pop, Kiwi Media Group - Formats: CD, digital download Track listing 1. Puzzle Moon (퍼즐문) 2. Shy Shy (볼터치) 3. Let it Grow ~ a little tree 4. Yolowa (욜로와) 5. Melting Point 6. Lullaby (잘자)                                                                         | 12                   | - KOR: 9,301 |
| The Park in the Night Part Two   | - Released: March 13, 2019 - Label: Kiwi Pop, Kiwi Media Group - Formats: CD, digital download Track listing 1. Pinky Star (Run) 2. Thousands of Stars, Thousands of Dreams (수천 개의 별, 수천 개의 꿈) 3. Bloom (True Light) 4. Miss Ping Pong 5. One & Only 6. Growing 7. Toktok (the park night version)             | 11                   | - KOR: 7,703 |
| The Park in the Night Part Three | - Release date: July 23, 2019 - Label: Kiwi Pop, Kiwi Media Group - Formats: CD, digital download Track listing 1. Red-Sun (021) 2. All Mine (Coast of Azure) 3. The Interpretation of Dreams (밤의 비행) 4. Total Eclipse (Black Out) 5. Birthday Girl ~ 19 candles 6. Kind of Cool 7. Black Hole 8. Recipe ~ for Simon | 13                   | - KOR: 6,373 |
| the Keys                         | - Release date: April 28, 2020 - Label: Kiwi Pop, Kiwi Media Group - Formats: CD, digital download Track listing 1. BAZOOKA! 2. Wonderboy, the Aerialist (공중곡예사) 3. Tweaks ~ Heavy cloud but no rain 4. After the bloom (alone)                                                                                     | ASA                  | ASA          |

### Singles
| Faixa título                                                                           | Ano  | Posições de pico nas paradas | Vendas (DL) | Álbum                            |
| Faixa título                                                                           | Ano  | KOR                          | Vendas (DL) | Álbum                            |
| -------------------------------------------------------------------------------------- | ---- | ---------------------------- | ----------- | -------------------------------- |
| "Puzzle Moon" (퍼즐문)                                                                 | 2018 | —                            | —           | The Park in the Night Part One   |
| "Pinky Star (Run)"                                                                     | 2019 | —                            | —           | The Park in the Night Part Two   |
| "Red-Sun (021)"                                                                        | 2019 | —                            | —           | The Park in the Night Part Three |
| "Bazooka!"                                                                             | 2020 | ASA                          | ASA         | The Keys                         |
| "—" indica lançamentos que não foram registrados ou não foram lançados naquela região. |      |                              |             |                                  |

### Aparições em videoclipes
| Nome da música    | Ano  | Membros(s)       | Album                                 |
| ----------------- | ---- | ---------------- | ------------------------------------- |
| "Oh Lady Go Lady" | 2018 | Todas            | Clean with Passion for Now OST Part 2 |
| "Be Your Star"    | 2019 | Seoryoung e Lena | Touch Your Heart OST Part 4           |
| "I'm in Love"     | 2019 | Todas            | Mother of Mine OST Part 4             |

## Videografia
M/Vs.
| Ano  | Título                                     | Diretor(es)             | Ref.   |
| ---- | ------------------------------------------ | ----------------------- | ------ |
| 2018 | "Puzzle Moon" (퍼즐문)                     | Jiyong Kim (FantazyLab) | —      |
| 2018 | "Color Me" (물들여줘) (feat. Son Dongwoon) |                         |        |
| 2019 | "We Need a Change" (feat. Jack Walton)     |                         |        |
| 2019 | "Pinky Star" (Run)                         | Jiyong Kim (FantazyLab) | [ 23 ] |
| 2019 | "Growing" (for Groo)                       |                         |        |
| 2019 | "Pinky Star" (Run) (dance ver.)            |                         |        |
| 2019 | "Red-Sun" (021)                            |                         |        |
| 2019 | "Red-Sun" (021) (dance ver.)               |                         |        |
| 2019 | "Total Eclipse" (Black Out)                |                         |        |

## Televisão
| Ano  | Título       | Rede |
| ---- | ------------ | ---- |
| 2018 | Got Ya! GWSN | Mnet |

## Prêmios e indicações

### Genie Music Awards
| Ano  | Categoria                    | Destinário | Resultado |
| ---- | ---------------------------- | ---------- | --------- |
| 2019 | The Top Artist               | GWSN       | Indicado  |
| 2019 | The Female New Artist        | GWSN       | Indicado  |
| 2019 | Genie Music Popularity Award | GWSN       | Indicado  |
| 2019 | Global Popularity Award      | GWSN       | Indicado  |

### Mnet Asian Music Awards
| Ano  | Categoria              | Destinário | Resultado |
| ---- | ---------------------- | ---------- | --------- |
| 2018 | Best New Female Artist | GWSN       | Indicado  |
| 2018 | Artist of the Year     | GWSN       | Indicado  |

### Seoul Success Awards
| Ano  | Categoria        | Destinário | Resultado |
| ---- | ---------------- | ---------- | --------- |
| 2018 | New Artist Award | GWSN       | Venceu    |

### Korea Culture Entertainment Awards
| Ano  | Categoria          | Destinário | Resultado |
| ---- | ------------------ | ---------- | --------- |
| 2019 | K-Pop Singer Award | GWSN       | Venceu    |